# Guoth Kálmán
Guoth Kálmán (Kemenesmagasi, 1912. május 6. – Budapest, 1949. december 23.) magyar történész, levéltáros.

## Életútja
Édesapja MÁV-altiszt volt, fiát a szombathelyi, majd a híres budapesti fasori gimnáziumban taníttatta. Itt érettségizett, majd a budapesti egyetemen történelem-latin szakon tanult tovább, Mályusz Elemér és Szentpétery Imre tanítványa volt, kiváló középkorkutatót neveltek belőle. 1936-ban doktorált.
Egy évig díjtalan gyakornokként dolgozott Szentpétery professzor mellett. 1937-től az aszódi evangélikus gimnáziumban tanított Gyóni Mátyással, a híres bizantinológussal együtt. 1938-ban francia ösztöndíjjal Párizsban képezte tovább magát. 1940 és 1944 között Kolozsvár város főlevéltárosa. A Kolozsvári Szemle, Erdélyi Múzeum, Hitel munkatársa.
Életét megpecsételte a II. világháború, 1944. szeptember 15-e után Kolozsvár polgármesterének utasítására a városi levéltár egy részét Szombathelyre szállította, munkahelyére már nem tudott visszatérni, Szálasi Ferencre nem akart felesküdni, a Teleki Intézetben bujkált. 1945 januárjában szovjet fogságba került, a gödöllői gyűjtőtáborba, innen néhány hónap múlva a romániai Focsaniba, majd a Szovjetunióba került. A lágerélet megtörte gyenge idegrendszerét, ráadásul koholt vádak alapján egy évig büntető táborban tartották. 1948. október 20-án tért haza, 1949 elején állást kapott az MTA Történettudományi Intézetben, nagy kutatási tervek foglalkoztatták, de egészsége csak átmenetileg javult, búcsúlevelet hagyott hátra, s Érd mellett egy kanyarban vonat elé vetette magát.

## Tanulmányai
- Az okleveles bizonyítás kifejlődése Magyarországon. Budapest 1936. 75 p.
- A magyarországi latinság helye az egyetemes latinságban. In: Emlékkönyv Szentpétery Imre születése hatvanadik évfordulójának ünnepére. Budapest, 1938.
- Egy forrás két történetszemlélet tükrében : István király Intelmei. In: Századok, 1942. pp. 43–64.
- Kolozsvár város és a magyar színügy kapcsolatai a XIX. század elején. In: Kolozsvári Szemle, 1942. pp. 14–24.
- Mikor született Mátyás király? Kolozsvár, 1943. 20 p. (Kolozsvári Szemle, 1943/3; A Kolozsvári Szemle könyvtára 10.)
- Megoldandó kérdések az Intelmekben. In: Századok, 1943. pp. 1–40.
- Eszmény és valóság Árpád-kori királylegendáinkban. Kolozsvár, 1944. (ETF 187.) 49. p.[1]
- Emlékezés Bél Mátyásra 1684-1749. In: A Ráday Gyűjtemény Évkönyve II. 1981. Budapest, 1982.